# Çlirim
Çlirim è una frazione del comune di Kolonjë in Albania (prefettura di Coriza).
Fino alla riforma amministrativa del 2015 era comune autonomo, dopo la riforma è stato accorpato, insieme agli ex-comuni di Barmash, Ersekë, Leskovik, Mollas, Novoselë, Qendër Ersekë e Qendër Leskovik a costituire la municipalità di Kolonjë.

## Località
Il comune era formato dall'insieme delle seguenti località:
- Çlirim
- Qesarak
- Kaltanj
- Qyteze
- Selenice e Pishes
- Luaras
- Lencke
- Kurtez
- Orgocke
- Qinam-Radovicke
- Radovicke
- Psar i Z